# Ница (остановочный пункт)
Ница — остановочный пункт Екатеринбургского региона Свердловской железной дороги на межстанционном перегоне Ирбит — Лопатково. Расположен в Ирбитском районе Свердловской области, на левом берегу реки Ницы. 

## Название
Современное название остановочного пункта Ница связано с его расположением рядом с одноимённой рекой. Данное название присвоено приказом ОАО «РЖД» от 08.09.2022 № 50 и изданным на его основе приказом Росжелдора от 28.09.2022 № 520  в ходе кампании по присвоению наименований безымянным остановочным и раздельным пунктам Свердловской железной дороги (как правило, именуемым по километражу тех или иных железнодорожных веток). Приказ Росжелдора вступил в силу через 14 дней с момента подписания.
Ранее остановочный пункт назывался  203-м километром (203 км) по километражу устье-ахинского направления от станции Шарташ в городе Екатеринбурге.
Мероприятия по переименованию в рамках вышеупомянутой кампании проводились ещё с 2020 года. Бо́льшая часть переименованных раздельных и остановочных пунктов получили названия населённых пунктов, в которых расположены данные железнодорожные объекты, либо ближайших населённых пунктов. Новые названия остановочных пунктов непосредственно в честь рек, к которым относится Ница, достаточно редки, но всё же встречаются. Так, например, в соседнем Пермском крае осенью 2021 года остановочный пункт 1358 км получил название Большая Ния в честь реки, берущей исток неподалёку, остановочный пункт 166 км получил название Косьвинский в честь реки Косьвы, а весной 2023 года остановочный пункт 13 км получил название Вильва в честь одноимённой реки.

## Географическое положение
Остановочный пункт Ница находится на 203-м километре километре железнодорожной ветки Шарташ — Егоршино — Устье-Аха, на перегоне Ирбит — Лопатково. Железная дорога в данной местности проходит с юго-запада на северо-восток.
Остановочный пункт Ница расположен в центральной части Ирбитского района и Ирбитского муниципального образования (границы района и муниципального образования полностью совпадают), к северо-востоку от областного центра Екатеринбурга и районного центра Ирбита, в непосредственной близости от последнего. Остановочный пункт расположен на открытой местности, на левом берегу реки Ницы, а Ирбит — на правом. Рядом с железной дорогой в районе остановочного пункта проходит автодорога, ведущая из города в деревни Бузину и Косари и поворачивающая здесь на 90° (налево, то есть перпендикулярно железной дороге). Данная автодорога начинается почти у самого берега сильно петляющей реки Ницы, примерно в 630—650 метрах от остановочного пункта от другой автодороги, ведущей из Ирбита в деревни Дубскую, Гуни и Азёву. Здесь же расположен переезд. Приблизительное расстояние от остановочного пункта Ница до центра города по вышеупомянутым автодорогам — 4 километра.
Остановочный пункт Ница и участок железной дороги в данном месте окружены землями 20-го и 36-го кварталов урочища АО «Дубское» Волковского участкового лесничества Ирбитского лесничества.

## Пассажирские перевозки
Остановочный пункт Ница находится на однопутном неэлектрифицированном участке Егоршино — Тавда. По состоянию на 2023 год здесь не останавливаются поезда. Все пригородные и местный пассажирский поезда проходят Ницу без остановок. Вокзала и билетных касс на данном остановочном пункте нет.

### Электронные ресурсы
1. 1 2 3  Остановочный пункт 203 км. Фотолинии — Railwayz.info. Дата обращения: 29 марта 2023. Архивировано 29 марта 2023 года.
2. 1 2 3  Павел Яблоков. Новые имена транспортных объектов: выбор пассажиров Московского метро и Свердловской железной дороги. tr.ru (26 октября 2022). Архивировано 24 марта 2023 года.
3. ↑  Приказ Росжелдора от 28.09.2022 № 520 «О внесении изменений в перечень железнодорожных станций, открытых для выполнения соответствующих операций, и выполняемых ими операций» — Правовые акты Росжелдора. Дата обращения: 29 марта 2023. Архивировано 28 марта 2023 года.
4. ↑  Приказ Росжелдора от 11.10.2021 № 465 «О внесении изменений в перечень железнодорожных станций, открытых для выполнения соответствующих операций, и выполняемых ими операции» — Правовые акты Росжелдора. Дата обращения: 29 марта 2023. Архивировано 28 марта 2023 года.
5. ↑  Приказ ОАО «РЖД» от 20.10.2021 № 95. Дата обращения: 29 марта 2023. Архивировано 28 марта 2023 года.
6. ↑  Приказ Росжелдора от 22.03.2023 № 166 «О внесении изменений в перечень железнодорожных станций, открытых для выполнения соответствующих операций, и выполняемых ими операций» — Правовые акты Росжелдора. Дата обращения: 29 марта 2023. Архивировано 28 марта 2023 года.
7. 1 2  Данные получены при помощи картографического сервиса Яндекс Карты.
8. ↑  Лесохозяйственный регламент Ирбитского лесничества Свердловской области (недоступная ссылка)